# 储富祥
储富祥（1963年9月—），中国林产化学加工学专家，中国林业科学研究院副院长，研究员。1983年毕业于南京大学化学系。1986年、1991先后获得中国林业科学研究院林产化学工业研究所硕士、博士学位。2012年当选为国际木材科学院院士。